# John Bauer
John Bauer (Jönköping, Suécia, 4 de junho de 1882 - Lago Vättern, Suécia, 20 de novembro de 1918) foi um pintor e ilustrador sueco, conhecido pelas suas ilustrações da coletânea de histórias infantis "Entre os Elfos e os Tróis" (Bland Tomtar och Troll).

## Biografia
Seus pais, Emma e Joseph Bauer tiveram quatro filhos, sendo John Bauer o terceiro. A única filha do casal, Anna Bauer morreu precocemente, aos treze anos. John Bauer tinha onze anos e foi profundamente afetado pela morte da irmã, o que certamente teve influência em sua arte.
Aos 16 anos, John Bauer foi para Estocolmo estudar artes e dois anos depois entrou na Real Academia Sueca das Artes. Durante a estadia na academia, John Bauer conheceu Esther Ellquist, com quem casou em dezembro de 1906. Esther foi modelo de John em "A Princesa Fada" em 1905, e em várias outras ilustrações.
Na primavera de 1908, o casal partiu para uma viagem à Itália com o fim de estudar artes e passaram dois anos em uma vila acima de Volterra. John Bauer sofria de depressão e em 1918 o casamento estava por acabar, o divórcio já estaria sendo discutido. John, Esther e o filho do casal, Bengt ou Putte estavam a caminho de casa, em Estocolmo. John esperava uma nova vida para a família, queria recomeçar. Há pouco havia ocorrido um acidente de trem em Getå, portando John quis voltar de navio, o Per Brahe. Durante volta, houve uma tempestade e John, Esther e Bengt morreram no naufrágio.

## A obra
O trabalho de John Bauer foi influenciado por Albert Engström e Carl Larsson, dois pintores contemporâneos e influentes. O trabalho mais conhecido de Bauer é Bland Tomtar och Troll, uma colecção de contos de fada escrito por autores suecos em 1907. Foi um grande sucesso. As primeiras edições eram em tons de cinza e às vezes um pouco de amarelo. Em seus trabalhos mais maduros: Princess Tuvstarr e "Skutt the Moose Against the Twilight Sky", as ilustrações eram feitas com cores. 
Em 1915, Bauer recusou alguns trabalhos de ilustração porque queria seguir outro caminho artístico. Pintou Adão e Eva, as paredes de St. Martin.

## Galeria

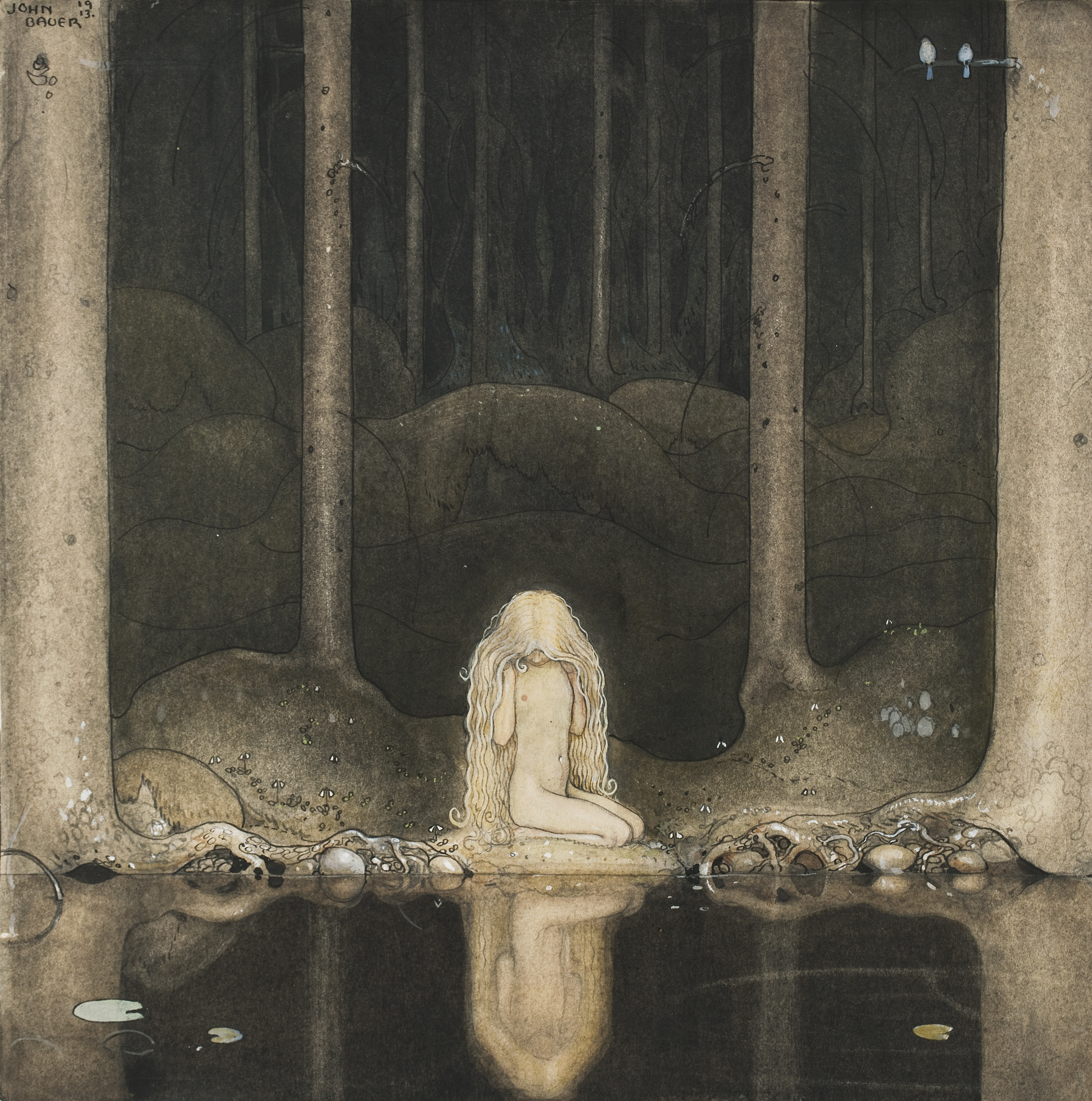
Tuvstarr
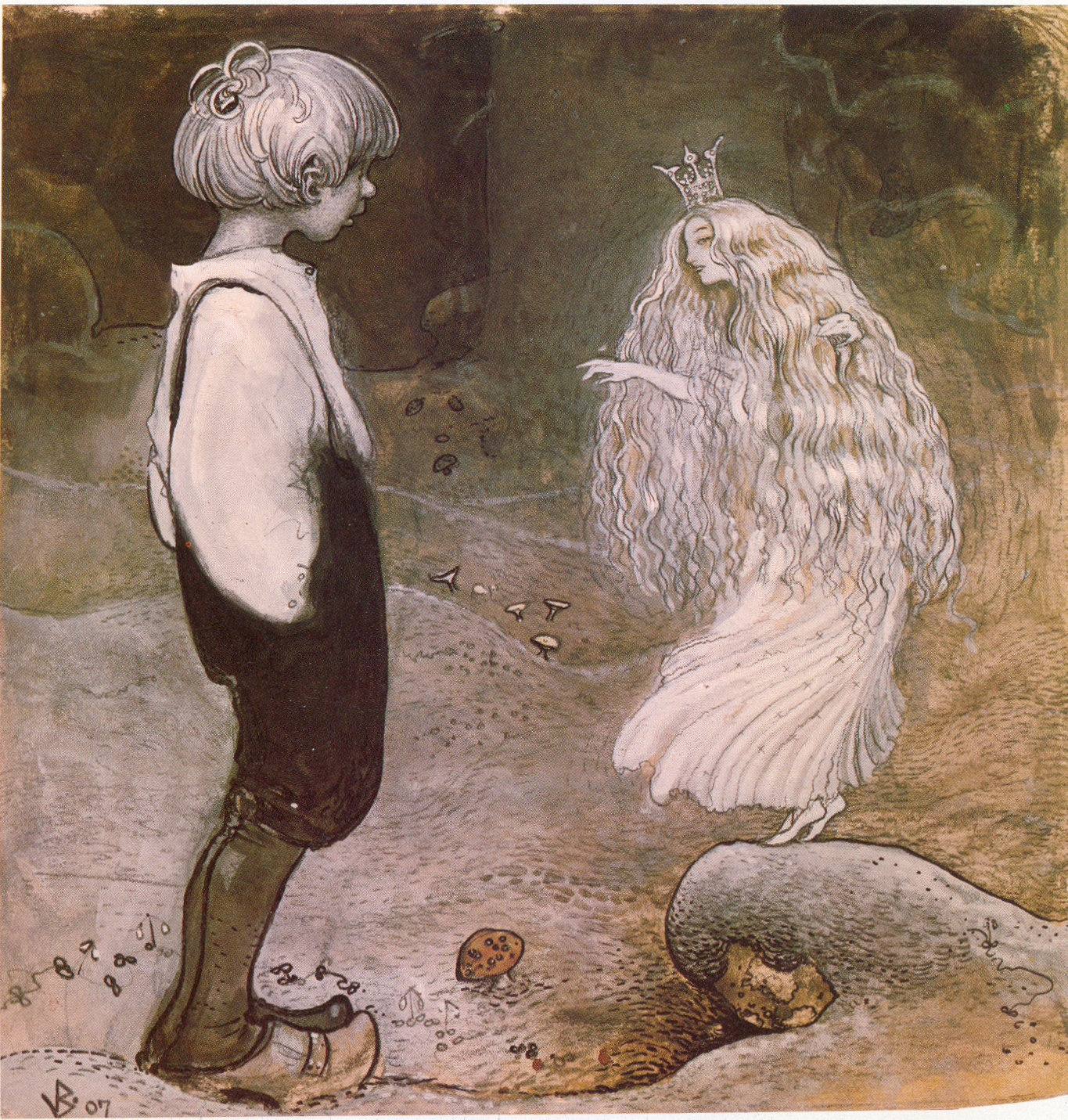
Uma bela "älva"
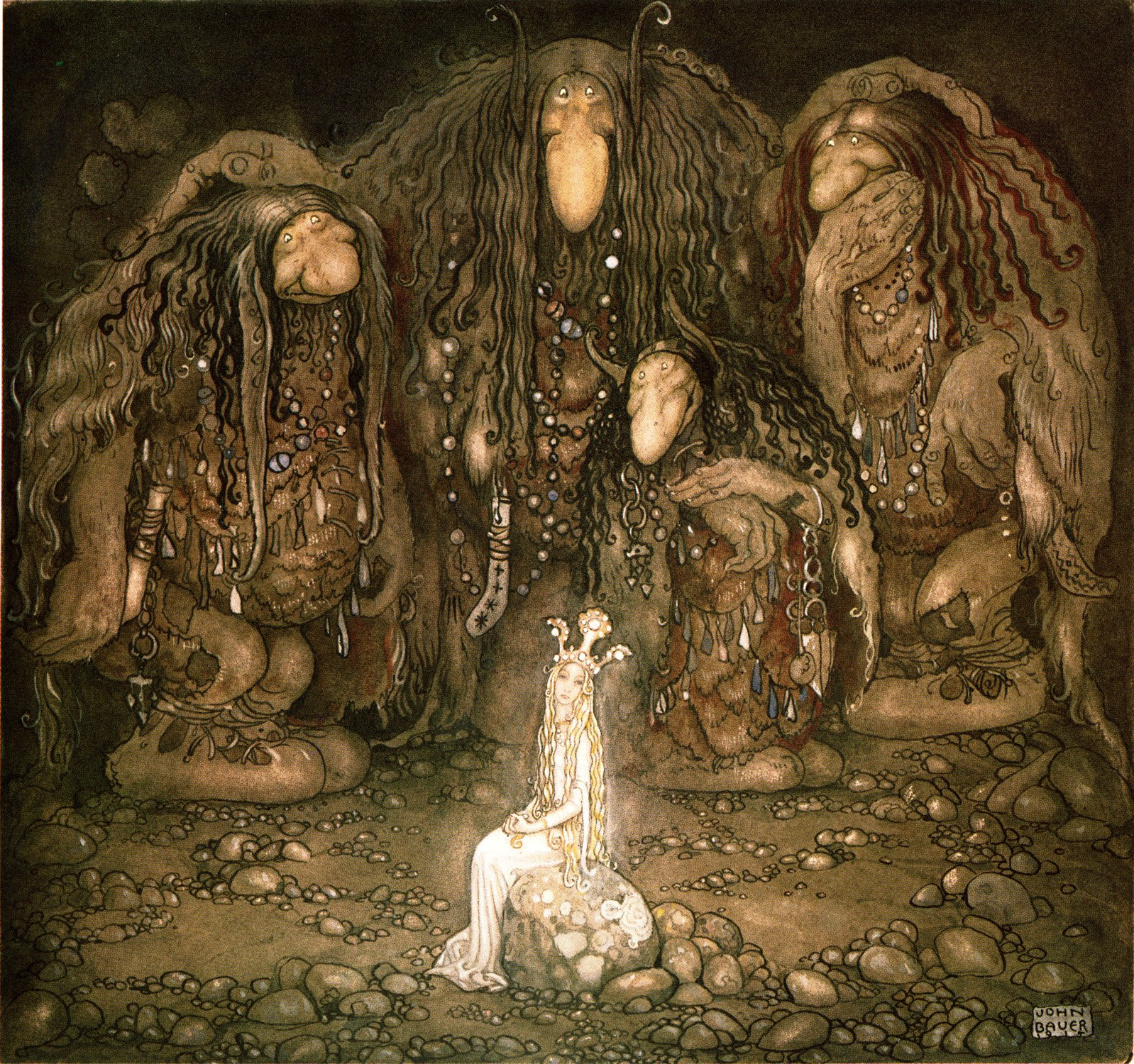
"Tróis" com uma princesa raptada
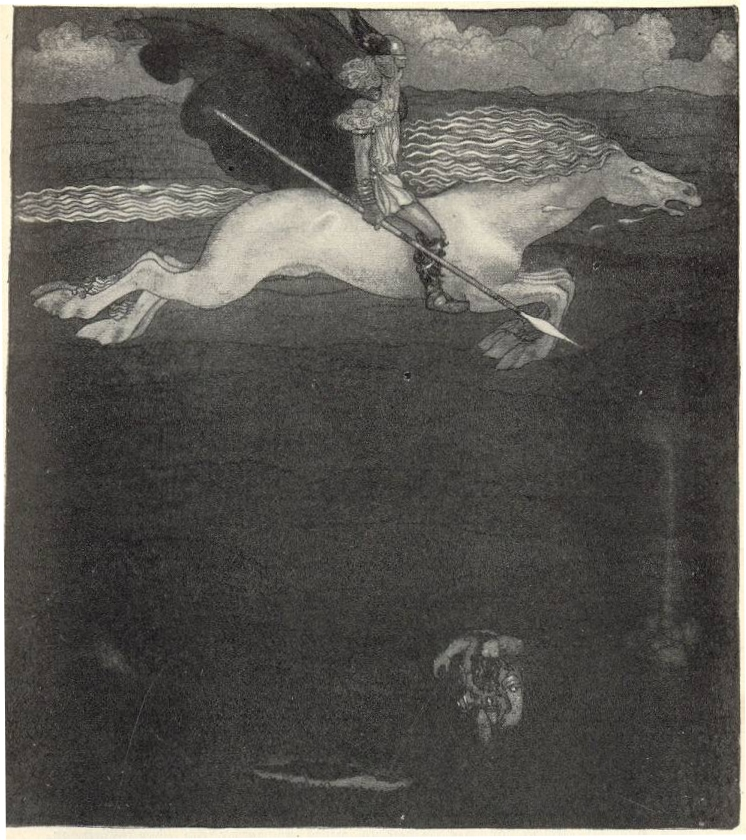
Odin e Sleipner
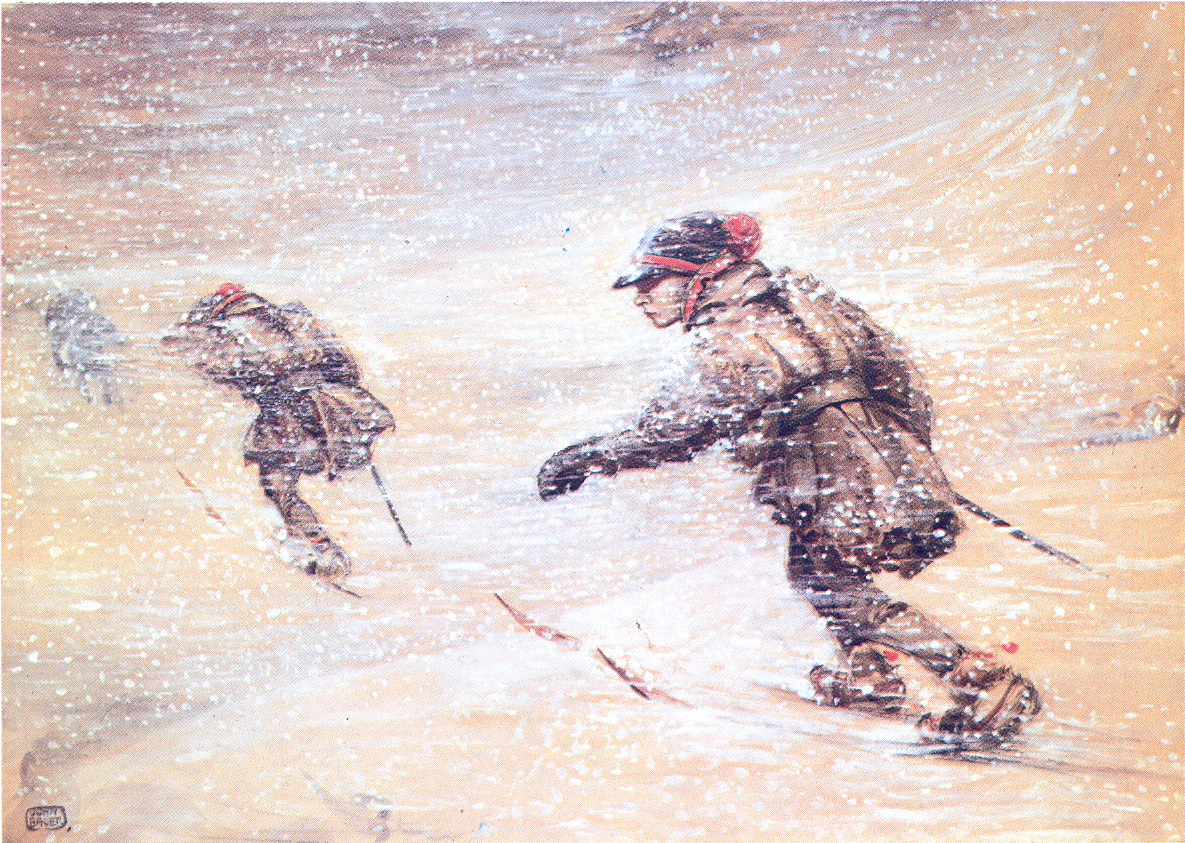
Lapplanders na tempestade de neve, 1904-1905, aquarela
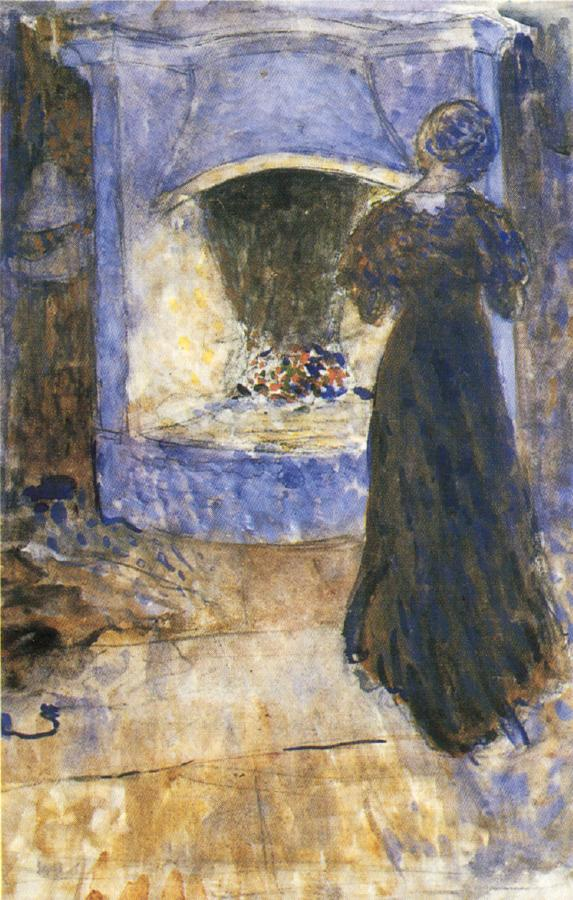
Ester na cabana, 1907, aquarela
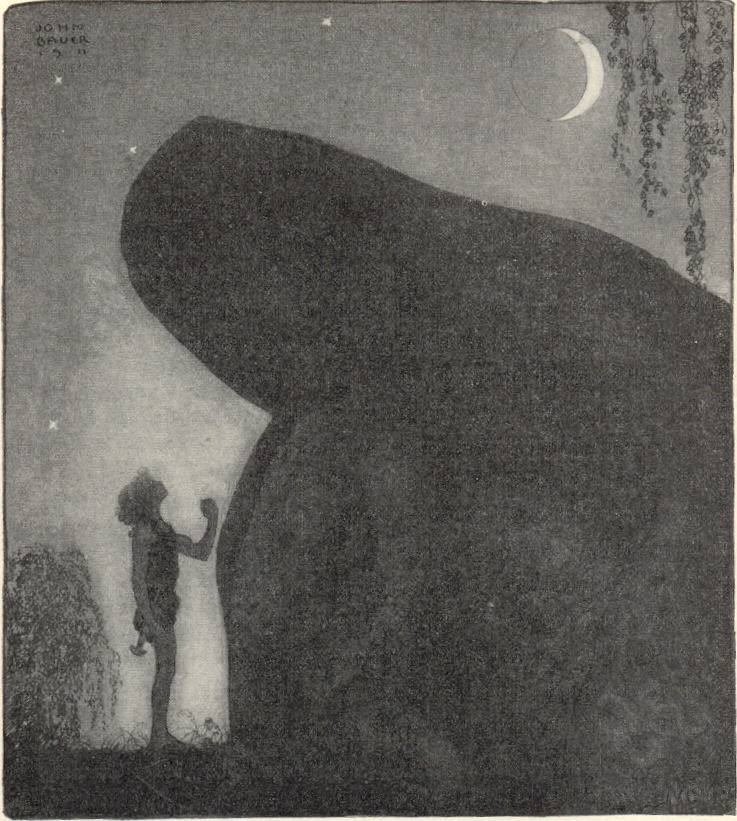
Acorde Groa, acorde Mãe, 1911, aquarela
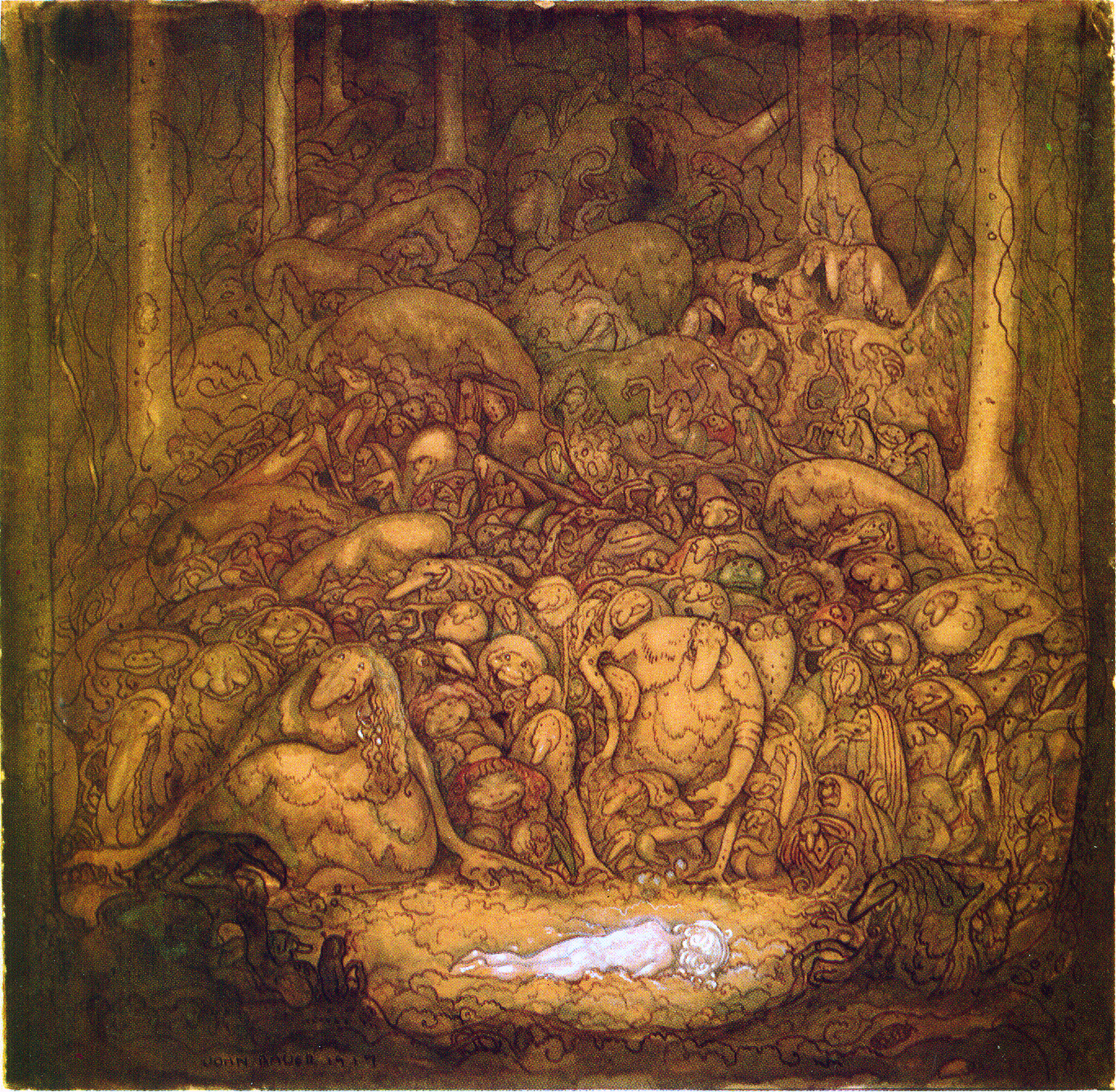
Root trolls, 1917, desenho a caneta e lavagem